# Тімбукту
16°46′24″ пн. ш. 3°0′26″ зх. д. / 16.77333° пн. ш. 3.00722° зх. д.
Тімбукту́, Томбукту́ (Timbouktou, Tombouctou, Tin-Bouktou, Timboutch) — стародавнє місто в Малі на північ від річки Нігер. Адміністративний центр регіону Тімбукту.
Було одним із найбільших центрів караванної торгівлі в північно-західній Африці, мало стратегічне положення на південному кордоні Сахари. Поблизу Тімбукту розташовано багато руїн, що свідчать про колишню велич цього центру цивілізації. Одним з перших європейців, хто зумів побувати тут, був французький мандрівник Рене Кає.
Свого часу тут було засновано один з найбільших і найстаріших навчальних закладів, де навчалося до 20 000 студентів. Тімбукту — один із фіналістів проєкту сім нових чудес світу.
У 1989 році глинобитні будівлі в центрі міста були взяті під охорону ЮНЕСКО як пам'ятка Всесвітньої спадщини, а у 2000 році уряд Люксембургу та ряд міжнародних фондів запустили проєкт збереження і вивчення численних середньовічних рукописів, які зберігаються в Тімбукту та його околицях. Їхнє загальне число обчислюється сотнями тисяч; найдавніші походять з XII століття. У 1990-х роках Тімбукту серед інших міст Малі і Нігера був охоплений повстанням туарегів (1990—1995 роки).
Сьогодні Тімбукту — це дуже бідне місто попри велику кількість пам'яток і міжнародний аеропорт. У місті з часів Середньовіччя добувають кам'яну сіль.

## Географія
Місто лежить на закруті річки Нігер (внутрішній дельті Нігера) на південній околиці пустелі Сахари. Проблема розширення пустелі є для міста актуальною: міські вулиці наповнені піском, колись повноводні рукави річки, що приносили в місто повені, висохли. Ще на початку XX століття місто було важкодосяжним: по річці Нігер до Тімбукту можна було дістатися тільки тоді, коли рівень води був досить високим; караванну дорогу часто заносило піском.
Клімат жаркий і різко континентальний. Серед скромної рослинності переважають акації, баобабові та пальмові дерева. Середня річна температура 28 °C, найспекотніші місяці: травень і червень (середня температура 34 °C). Середня кількість опадів — приблизно 170 мм. Найбільша кількість опадів випадає з липня по серпень (приблизно 56-66 мм). Дощі, що випадають в цей період, часто завдають істотної шкоди глинобитним будівлям.

## Населення
За даними на 2012 рік, населення Тімбукту складає 35 330 осіб; за даними перепису 1998 року, воно налічувало 31 973 людини. Місто географічно розташоване на перетині областей розселення кочового берберського, осілого африканського й арабського населення; основні етнічні групи: сонгай, туареги, фульбе і манде. Більшість населення говорить на сонгайських мовах. Також поширені арабська, французька і тамашек.

## Галерея

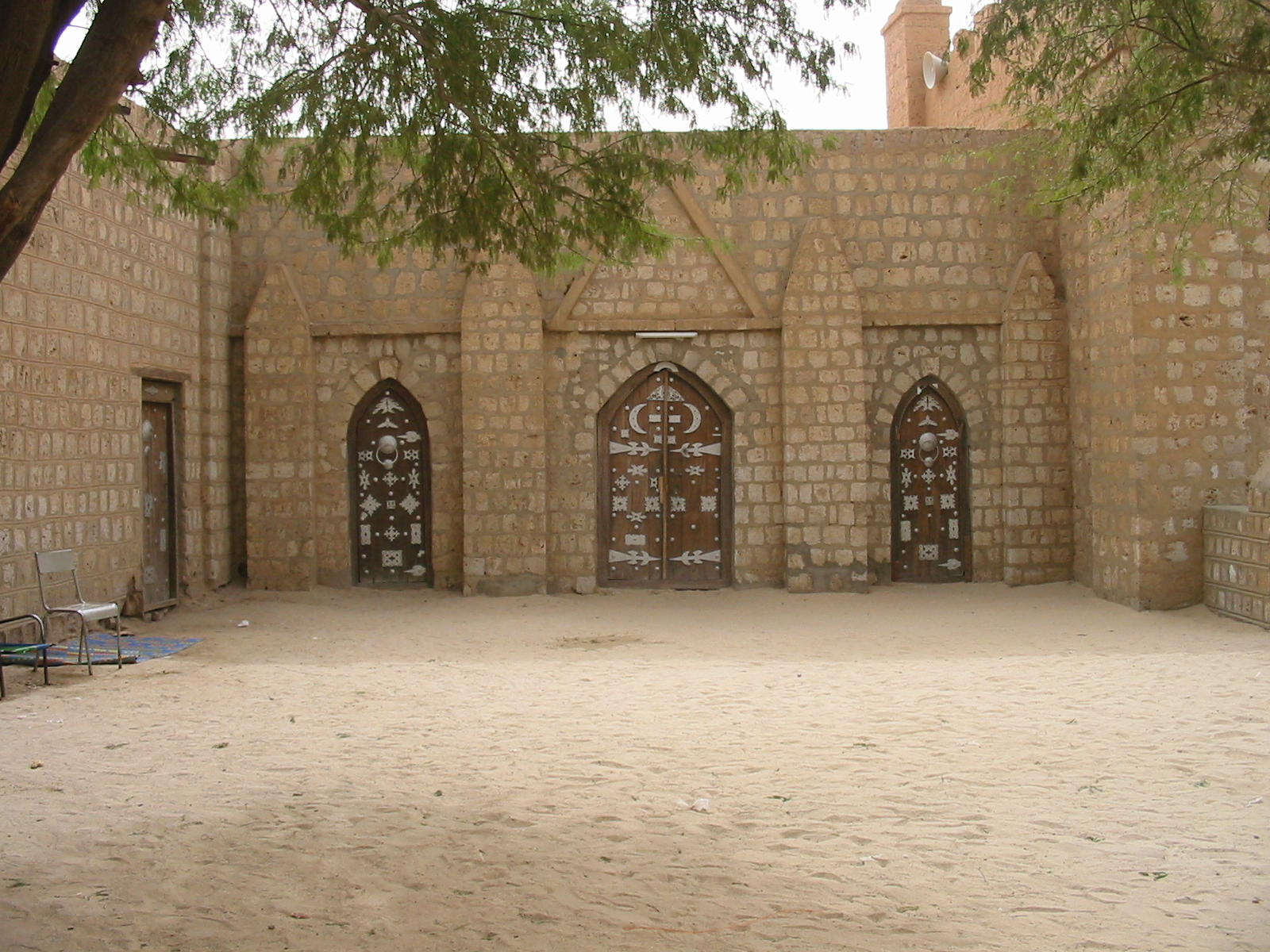
Медресе Санкоре